# Eric Weil
Éric Weil (Parchim, Alemania, 8 de junio de 1904-Niza, Francia, 1 de febrero de 1977) es un filósofo francés de origen alemán, que tuvo que emigrar en 1933. Su trabajo en el país de acogida fue muy notorio filosófica y culturalmente. 

## Biografía
Weil estudió medicina y filosofía en Hamburgo y Berlín. 
Hizo una tesis sobre el filósofo renacentista Pomponazzi, en 1928, dirigida por el gran especialista Ernst Cassirer, autor de Individuo y cosmos en la filosofía del Renacimiento, autor que le influyó además en su kantismo ético.
Siguió sus indagaciones sobre los orígenes del pensamiento renacentista, especialmente sobre el médico y estudioso del neoplatonismo Marsilio Ficino, en el Instituto Warburg. 
En 1933, tras el asalto al poder de Hitler, se fue a Francia, como el propio Cassirer hizo en ese año. Se dice que Goebbels, al mismo tiempo que el cineasta Fritz Lang, le pidió colaborar en el Ministerio de cultura: huyeron ambos enseguida de Alemania. 

### Exilio en Francia
En 1938 obtuvo la nacionalidad francesa, pero al principio había vivido muy precariamente. Frecuentó pronto a personas de gran relieve intelectual, como Raymond Aron, Alexandre Koyré y Alexandre Kojève; y en el seminario hegeliano de Kojève ayudó a renovar la lectura de Hegel en Francia. Luego, consiguió intervenir en la École pratique des hautes études, entró como indagador en el CNRS. Por otro lado, en 1946 ayudó a Georges Bataille a fundar la revista Critique —decisiva en esos años—, junto con otro exiliado, Alexandre Koyré. 
Además, tuvo trato y amistad con el estudioso suizo Jean Starobinski, quien ayudó desde Ginebra a toda la cultura europea desperdigada. Un oyente y admirador más Remo Bodei.
Publicó, en 1950, un resumen de su tesis complementaria, Hegel y el Estado. Otros títulos fueron Logique de la Philosophie (1950), Philosophie politique (1956), Philosophie Morale (1961) y Problèmes Kantiens (1963).
De 1956 a 1968, Éric Weil enseñó en la Facultad de Letras de Lille, ciudad a la que siguió vinculado siempre (hoy tiene su biblioteca); pero de 1968 a 1974, enseñó en la Facultad de Letras de Niza, que es la ciudad donde falleció en 1977.

## Obra selecta
- Éric Weil, Logique de la philosophie, París, Vrin, 1950
- Éric Weil, Philosophie politique, Vrin, 1956
- Éric Weil, Essais et conférences, Vrin, 1991